# Single numer jeden w roku 1994 (USA)
Notowanie „Billboard” Hot 100 przedstawia najlepiej sprzedające się single w Stanach Zjednoczonych. Publikowane jest ono przez czasopismo „Billboard”, a dane kompletowane są przez Nielsen SoundScan w oparciu o cotygodniowe wyniki sprzedaży cyfrowej oraz fizycznej singli, a także częstotliwość emitowania piosenek na antenach stacji radiowych.

## Historia notowania
| Data publikacji | Piosenka                    | Artysta                           |
| --------------- | --------------------------- | --------------------------------- |
| 1 stycznia      | "Hero"                      | Mariah Carey                      |
| 8 stycznia      | "Hero"                      | Mariah Carey                      |
| 15 stycznia     | "Hero"                      | Mariah Carey                      |
| 22 stycznia     | "All for Love"              | Bryan Adams / Rod Stewart / Sting |
| 29 stycznia     | "All for Love"              | Bryan Adams / Rod Stewart / Sting |
| 5 lutego        | "All for Love"              | Bryan Adams / Rod Stewart / Sting |
| 12 lutego       | "The Power of Love"         | Céline Dion                       |
| 19 lutego       | "The Power of Love"         | Céline Dion                       |
| 26 lutego       | "The Power of Love"         | Céline Dion                       |
| 5 marca         | "The Power of Love"         | Céline Dion                       |
| 12 marca        | "The Sign"                  | Ace of Base                       |
| 19 marca        | "The Sign"                  | Ace of Base                       |
| 26 marca        | "The Sign"                  | Ace of Base                       |
| 2 kwietnia      | "The Sign"                  | Ace of Base                       |
| 9 kwietnia      | "Bump n' Grind"             | R. Kelly                          |
| 16 kwietnia     | "Bump n' Grind"             | R. Kelly                          |
| 23 kwietnia     | "Bump n' Grind"             | R. Kelly                          |
| 30 kwietnia     | "Bump n' Grind"             | R. Kelly                          |
| 7 maja          | "The Sign"                  | Ace of Base                       |
| 14 maja         | "The Sign"                  | Ace of Base                       |
| 21 maja         | "I Swear"                   | All-4-One                         |
| 28 maja         | "I Swear"                   | All-4-One                         |
| 4 czerwca       | "I Swear"                   | All-4-One                         |
| 11 czerwca      | "I Swear"                   | All-4-One                         |
| 18 czerwca      | "I Swear"                   | All-4-One                         |
| 25 czerwca      | "I Swear"                   | All-4-One                         |
| 2 lipca         | "I Swear"                   | All-4-One                         |
| 9 lipca         | "I Swear"                   | All-4-One                         |
| 16 lipca        | "I Swear"                   | All-4-One                         |
| 23 lipca        | "I Swear"                   | All-4-One                         |
| 30 lipca        | "I Swear"                   | All-4-One                         |
| 6 sierpnia      | "Stay (I Missed You)"       | Lisa Loeb & Nine Stories          |
| 13 sierpnia     | "Stay (I Missed You)"       | Lisa Loeb & Nine Stories          |
| 20 sierpnia     | "Stay (I Missed You)"       | Lisa Loeb & Nine Stories          |
| 27 sierpnia     | "I'll Make Love to You"     | Boyz II Men                       |
| 3 września      | "I'll Make Love to You"     | Boyz II Men                       |
| 10 września     | "I'll Make Love to You"     | Boyz II Men                       |
| 17 września     | "I'll Make Love to You"     | Boyz II Men                       |
| 24 września     | "I'll Make Love to You"     | Boyz II Men                       |
| 1 października  | "I'll Make Love to You"     | Boyz II Men                       |
| 8 października  | "I'll Make Love to You"     | Boyz II Men                       |
| 15 października | "I'll Make Love to You"     | Boyz II Men                       |
| 22 października | "I'll Make Love to You"     | Boyz II Men                       |
| 29 października | "I'll Make Love to You"     | Boyz II Men                       |
| 5 listopada     | "I'll Make Love to You"     | Boyz II Men                       |
| 12 listopada    | "I'll Make Love to You"     | Boyz II Men                       |
| 19 listopada    | "I'll Make Love to You"     | Boyz II Men                       |
| 26 listopada    | "I'll Make Love to You"     | Boyz II Men                       |
| 3 grudnia       | "On Bended Knee"            | Boyz II Men                       |
| 10 grudnia      | "On Bended Knee"            | Boyz II Men                       |
| 17 grudnia      | "Here Comes the Hotstepper" | Ini Kamoze                        |
| 24 grudnia      | "Here Comes the Hotstepper" | Ini Kamoze                        |
| 31 grudnia      | "On Bended Knee"            | Boyz II Men                       |